# Wioślarstwo na Letnich Igrzyskach Olimpijskich 2012 – czwórka bez sternika mężczyzn
Czwórka bez sternika mężczyzn to jedna z konkurencji wioślarskich rozgrywanych podczas Letnich Igrzysk Olimpijskich 2012, która odbędzie się między 30 lipca a 4 sierpnia na obiekcie Dorney Lake. Tytuł mistrzów olimpijskich na poprzednich igrzyskach w Pekinie wywalczyła brytyjska czwórka, w skaładzie: Tom James, Steve Williams, Peter Reed oraz Andrew Triggs Hodge.

## Terminarz
| Data            | Godzina |            |
| --------------- | ------- | ---------- |
| 30 lipca 2012   | 10:40   | Eliminacje |
| 31 lipca 2012   | 10:00   | Repasaż    |
| 2 sierpnia 2012 | 10:10   | Półfinały  |
| 4 sierpnia 2012 | 10:30   | Finał B    |
| 4 sierpnia 2012 | 11:30   | Finał      |

## Wyniki

### Eliminacje
Trzy najlepsze osady z każdego biegu awansują do półfinałów. Pozostałe osady automatycznie zostają zakwalifikowane do repasażu.
Wyniki:
Bieg 1
| Pozycja | Tor | Zawodnicy                                                     | Państwo       | Czas    | Uwagi |
| ------- | --- | ------------------------------------------------------------- | ------------- | ------- | ----- |
| 1       | 2   | James Chapman Joshua Dunkley-Smith Drew Ginn William Lockwood | Australia     | 5:47.06 | , Q   |
| 2       | 5   | Gregor Hauffe Urs Käufer Sebastian Schmidt Toni Seifert       | Niemcy        | 5:49.84 | Q     |
| 3       | 4   | William Dean Anthony Jacob Derek O’Farrell Michael Wilkinson  | Kanada        | 5:50.78 | Q     |
| 4       | 1   | Chris Harris Sean O’Neill Jade Uru Tyson Williams             | Nowa Zelandia | 5:51.84 |       |
| 5       | 3   | Radoje Đerić Goran Jagar Miloš Vasić Miljan Vuković           | Serbia        | 5:53.35 |       |

Bieg 2
| Pozycja | Tor | Zawodnicy                                                                   | Państwo         | Czas    | Uwagi |
| ------- | --- | --------------------------------------------------------------------------- | --------------- | ------- | ----- |
| 1       | 3   | Alex Gregory Tom James Peter Reed Andrew Triggs Hodge                       | Wielka Brytania | 5:50.27 | Q     |
| 2       | 1   | Marius-Vasile Cozmiuc Florin Curuea Alexandru Palamariu Cristi Ilie Pîrghie | Rumunia         | 5:52.87 | Q     |
| 3       | 2   | Alaksandr Kazubouski Wadzim Lalin Dzianis Mihal Stanisłau Szczarbaczenia    | Białoruś        | 5:53.26 | Q     |
| 4       | 4   | Milan Bruncvík Michal Horváth Matyáš Klang Jakub Podrazil                   | Czechy          | 5:54.37 |       |

Bieg 3
| Pozycja | Tor | Zawodnicy                                                      | Państwo           | Czas    | Uwagi |
| ------- | --- | -------------------------------------------------------------- | ----------------- | ------- | ----- |
| 1       | 2   | Charles Cole Scott Gault Glenn Ochal Henrik Rummel             | Stany Zjednoczone | 5:54.88 | Q     |
| 2       | 1   | Kaj Hendriks Ruben Knab Boaz Meylink Mechiel Versluis          | Holandia          | 5:55.99 | Q     |
| 3       | 4   | Janis Christu Sterjos Papachristos Janis Tsilis Jorgos Dzialas | Grecja            | 5:57.71 | Q     |
| 4       | 3   | Luca Agamennoni Vincenzo Capelli Mario Paonessa Simone Venier  | Włochy            | 6:02.01 |       |

### Repasaż
Trzy najlepsze osady awansują do półfinałów.
Wyniki:
| Pozycja | Tor | Zawodnicy                                                     | Państwo       | Czas    | Uwagi |
| ------- | --- | ------------------------------------------------------------- | ------------- | ------- | ----- |
| 1       | 4   | Radoje Đerić Goran Jagar Miloš Vasić Miljan Vuković           | Serbia        | 6:01.97 | Q     |
| 2       | 3   | Chris Harris Sean O’Neill Jade Uru Tyson Williams             | Nowa Zelandia | 6:03.66 | Q     |
| 3       | 1   | Luca Agamennoni Vincenzo Capelli Mario Paonessa Simone Venier | Włochy        | 6:04.27 | Q     |
| 4       | 2   | Milan Bruncvík Michal Horváth Matyáš Klang Jakub Podrazil     | Czechy        | 6:04.56 |       |

### Półfinały
Trzy najlepsze osady z każdego półfinału awansują do finału.
Wyniki:
Półfinał 1
| Pozycja | Tor | Zawodnicy                                                                | Państwo         | Czas    | Uwagi   |
| ------- | --- | ------------------------------------------------------------------------ | --------------- | ------- | ------- |
| 1.      | 4   | Alex Gregory Tom James Peter Reed Andrew Triggs Hodge                    | Wielka Brytania | 5:58,26 | Finał A |
| 2.      | 3   | James Chapman Joshua Dunkley-Smith Drew Ginn William Lockwood            | Australia       | 5:59,23 | Finał A |
| 3.      | 2   | Kaj Hendriks Ruben Knab Boaz Meylink Mechiel Versluis                    | Holandia        | 6:03,71 | Finał A |
| 4.      | 6   | Luca Agamennoni Vincenzo Capelli Mario Paonessa Simone Venier            | Włochy          | 6:05,00 | Finał B |
| 5.      | 5   | Alaksandr Kazubouski Wadzim Lalin Dzianis Mihal Stanisłau Szczarbaczenia | Białoruś        | 6:02,26 | Finał B |
| 6.      | 1   | Radoje Đerić Goran Jagar Miloš Vasić Miljan Vuković                      | Serbia          | 6:07,41 | Finał B |

Półfinał 2
| Pozycja | Tor | Zawodnicy                                                                   | Państwo           | Czas    | Uwagi   |
| ------- | --- | --------------------------------------------------------------------------- | ----------------- | ------- | ------- |
| 1.      | 3   | Charles Cole Scott Gault Glenn Ochal Henrik Rummel                          | Stany Zjednoczone | 6:01,72 | Finał A |
| 2.      | 5   | Janis Christu Sterjos Papachristos Janis Tsilis Jorgos Dzialas              | Grecja            | 6:02,61 | Finał A |
| 3.      | 4   | Gregor Hauffe Urs Käufer Sebastian Schmidt Toni Seifert                     | Niemcy            | 6:04,61 | Finał A |
| 4.      | 6   | Chris Harris Sean O’Neill Jade Uru Tyson Williams                           | Nowa Zelandia     | 6:06,36 | Finał B |
| 5.      | 1   | William Dean Anthony Jacob Derek O’Farrell Michael Wilkinson                | Kanada            | 6:08,90 | Finał B |
| 6.      | 2   | Marius-Vasile Cozmiuc Florin Curuea Alexandru Palamariu Cristi Ilie Pîrghie | Rumunia           | 6:12,74 | Finał B |

### Finały
Wyniki:
Finał B
| Pozycja | Tor | Zawodnicy                                                                   | Państwo       | Czas    | Uwagi |
| ------- | --- | --------------------------------------------------------------------------- | ------------- | ------- | ----- |
| 1.      | 4   | Alaksandr Kazubouski Wadzim Lalin Dzianis Mihal Stanisłau Szczarbaczenia    | Białoruś      | 6:09,31 |       |
| 2.      | 5   | Luca Agamennoni Vincenzo Capelli Mario Paonessa Simone Venier               | Włochy        | 6:09,42 |       |
| 3.      | 3   | William Dean Anthony Jacob Derek O’Farrell Michael Wilkinson                | Kanada        | 6:11,15 |       |
| 4.      | 1   | Radoje Đerić Goran Jagar Miloš Vasić Miljan Vuković                         | Serbia        | 6:11,94 |       |
| 5.      | 6   | Chris Harris Sean O’Neill Jade Uru Tyson Williams                           | Nowa Zelandia | 6:16,97 |       |
| 6.      | 2   | Marius-Vasile Cozmiuc Florin Curuea Alexandru Palamariu Cristi Ilie Pîrghie | Rumunia       | 6:16,20 |       |

Finał A
| Pozycja | Tor | Zawodnicy                                                      | Państwo           | Czas    | Uwagi  |
| ------- | --- | -------------------------------------------------------------- | ----------------- | ------- | ------ |
| 1.      | 6   | Alex Gregory Tom James Peter Reed Andrew Triggs Hodge          | Wielka Brytania   | 6:03,97 | złoto  |
| 2.      | 4   | James Chapman Joshua Dunkley-Smith Drew Ginn William Lockwood  | Australia         | 6:05,19 | srebro |
| 3.      | 5   | Charles Cole Scott Gault Glenn Ochal Henrik Rummel             | Stany Zjednoczone | 6:07,20 | brąz   |
| 4.      | 3   | Janis Christu Sterjos Papachristos Janis Tsilis Jorgos Dzialas | Grecja            | 6:11,43 |        |
| 5.      | 2   | Kaj Hendriks Ruben Knab Boaz Meylink Mechiel Versluis          | Holandia          | 6:14,78 |        |
| 6.      | 1   | Gregor Hauffe Urs Käufer Sebastian Schmidt Toni Seifert        | Niemcy            | 6:16,37 |        |